# Always (canción de Erasure)
«Always» es el decimonoveno sencillo publicado del grupo inglés de música electrónica, Erasure, lanzado en 1994.

Este sencillo es una canción compuesta por Vince Clarke y Andy Bell.

## Descripción
Always fue el primer sencillo adelanto del álbum I Say I Say I Say.

Este sencillo llegó al puesto 4 en el ranking británico, 5.º puesto en Alemania y 20.ª posición en los Estados Unidos.

Erasure también realizó una versión en español de Always, llamada "Siempre", con fines promocionales. Dicha versión fue incluida en la caja recopilatoria de 2016, titulada From Moscow to Mars - An Erasure Anthology/EBX4 - CD Singles Box Set 5.

## Lista de temas
| CD Sencillo (CDMUTE152) / (INT 826.790) 1. «Always» (Single Mix) 4:03 2. «Always» (Extended Mix) 6:13 3. «Tragic» 4:18 CD Sencillo (LCDMUTE152) / (INT 826.791) 1. «Always» (Cappella Club Remix) 7:16 2. «Always» (Microbots Trance Dance Mix) 4:33 3. «Always» (Microbots Inside Your Brain Mix) 5:02 4. «Always» (Hey Mix) 6:28 CD Sencillo (Elektra-66225-2) 1. «Always» (7″ Mix) 4:03 2. «Always» (Cappella Club Mix) 7:16 3. «Always» (Hey Mix) 6:28 4. «Tragic» 4:18 12″ Vinilo (12MUTE152) / (INT 126.790) 1. «Always» (Single Mix) 4:03 2. «Tragic» 4:18 3. «Always» (Cappella Club Remix) 7:16 4. «Always» (Microbots Trance Dance Mix) 4:33 | 12″ Vinilo (Elektra-66225-0) 1. «Always» (Extended Mix) 6:13 2. «Always» (Cappella Club Mix) 7:16 3. «Always» (Microbots Trance Dance Mix) 4:33 4. «Always» (Hey Mix) 6:28 7″ Vinilo (MUTE152) / (INT 111.915) 1. «Always» (Single Mix) 4:03 2. «Tragic» 4:18 Casete (CMUTE152) / (Elektra64552-4) 1. «Always» (Single Mix) 4:03 2. «Tragic» 4:18 |

## Créditos
Este sencillo contiene un lado B, el instrumental "Tragic", escrito por Clarke y Bell. La canción tendría su versión cantada, llamada "Tragic (Live Vocal)" en el EP I Love Saturday.

- Diseño: Assorted Images.
- Dibujo: Mike Cosford.
- Gráficos 3D: Olaf Wendt.

## Datos adicionales
En 1997, una versión acústica de Always apareció en el álbum Buried Treasure.

En 2010, se utilizó una versión remezclada de Always para el juego virtual Robot Unicorn Attack de Adult Swim.

En 2012, la banda Xiu Xiu realizó una versión de esta canción.

## Always (2009 Mix)
En 2009, esta remezcla se usó como tema de difusión del álbum compilatorio Total Pop! The First 40 Hits como también del EP Pop! Remixed.